# Уинн-Болтон, Нэнси
Нэнси Хейзел Мередит-Уинн (англ. Nancye Hazel Meredith Wynne, в замужестве Болтон, Bolton; 2 декабря 1916, Мельбурн — 9 ноября 2001) — австралийская теннисистка-любительница.
- Шестикратная чемпионка Австралии в одиночном разряде (1937, 1940, 1946—1948, 1951)
- 14-кратная чемпионка Австралии в женском и смешанном парном разряде, трёхкратная абсолютная чемпионка Австралии (1940, 1947, 1948)[2]
- Член Международного зала теннисной славы с 2006 года

## Спортивная карьера
Нэнси Уинн родилась в конце 1916 года в Мельбурне в семье менеджера по продажам Герберта Мередита-Уинна и Глэдис Уоттс. Впервые Нэнси взяла в руки ракетку в десятилетнем возрасте, а её первая игра состоялась на битумном корте на крыше административного здания под присмотром тренера Лео Гуини. В 16 лет она выиграла чемпионат штата Виктория среди девочек, после чего два года выступала за команду мельбурнского пригорода Сент-Килда.
В 1936 году Нэнси Уинн дебютировала в чемпионате Австралии, дойдя до финала в одиночном разряде и выиграв турнир женских пар с Тельмой Койн, которой в это время было всего 17 лет — ещё меньше, чем Нэнси. В дальнейшем Уинн стала доминирующей силой в чемпионатах Австралии, выигрывая с Койн турнир пар ежегодно вплоть до 1940 года, дважды победив в одиночном разряде и один раз в миксте (с Колином Лонгом). В 1938 году она выбралась на международные турниры за океан, где сначала дошла до финала чемпионата Франции в миксте, а затем до финала чемпионата США в одиночном разряде, став первой австралийкой в истории в одиночном финале чемпионата США.
Развитие карьеры Нэнси прервала Вторая мировая война. С 1940 по 1946 год у неё не было возможности для выступлений. Сложности военной жизни усугубляло то обстоятельство, что в 1942 году на фронте погиб её муж, сержант ВВС Питер Болтон, оставив вдову с четырёхмесячной дочерью. Тем не менее с возобновлением в 1946 году чемпионатов Австралии возобновилось и господство в них Нэнси Уинн-Болтон. С 1946 по 1952 год она ещё четырежды побеждала в одиночном разряде, пять раз в женских парах (все с Тельмой Койн-Лонг) и три раза подряд в смешанных (все с Колином Лонгом). Десять совместных титулов с Койн-Лонг остаются рекордом чемпионатов Австралии для женских пар, а рекорд в 20 титулов чемпионки Австралии во всех трёх разрядах был превзойдён лишь Маргарет Смит-Корт, завоёвывавшей это звание 21 раз. За океаном Нэнси по-прежнему выступала редко, но всё же дважды выходила в финал Уимблдонского турнира в 1947 и 1950 годах. В одиночном разряде за пределами Австралии в послевоенные годы её лучшими результатами стали выходы в полуфинал чемпионата США и четвертьфинал Уимблдонского турнира в 1947 году.
В 2001 году имя Нэнси Уинн-Болтон было включено в списки Зала теннисной славы Австралии, а в 2006 году в списки Международного зала теннисной славы. В 2009 году свет увидела её биография, написанная её дочерью Пэм Стокли.

## Статистика участия в турнирах Большого шлема в одиночном разряде
| Турнир              | 1935  | 1936  | 1937  | 1938  | 1939  | 1940  | 1945  | 1946  | 1947  | 1948  | 1949  | 1950  | 1951  | 1952  | Итого В/П |
| ------------------- | ----- | ----- | ----- | ----- | ----- | ----- | ----- | ----- | ----- | ----- | ----- | ----- | ----- | ----- | --------- |
| Чемпионат Австралии | 2К    | Ф     | П     | 1/2   | 2К    | П     | НП    | П     | П     | П     | Ф     | 1/2   | П     | 1/2   | 6 / 13    |
| Чемпионат Франции   | НУ    | НУ    | НУ    | 3К    | НУ    | НП    | НУ    | НУ    | НУ    | НУ    | НУ    | НУ    | НУ    | НУ    | 0 / 1     |
| Уимблдонский турнир | НУ    | НУ    | НУ    | 4К    | НУ    | НП    | НП    | НУ    | 1/4   | НУ    | НУ    | НУ    | 3К    | НУ    | 0 / 3     |
| Чемпионат США       | НУ    | НУ    | НУ    | Ф     | НУ    | НУ    | НУ    | НУ    | 1/2   | НУ    | НУ    | НУ    | НУ    | НУ    | 0 / 2     |
| Итого в сезоне      | 0 / 1 | 0 / 1 | 1 / 1 | 0 / 4 | 0 / 1 | 1 / 1 | 0 / 0 | 1 / 1 | 1 / 3 | 1 / 1 | 0 / 1 | 0 / 1 | 1 / 2 | 0 / 1 | 6 / 19    |